# Magyarország a 2017-es atlétikai világbajnokságon
Magyarország az nagy-britanniai Londonban megrendezésre került 2017-es atlétikai világbajnokság egyik részt vevő nemzete volt, 16 sportolóval képviseltette magát.

## Érmesek
| Érem      | Versenyző    | Versenyszám | Dátum        |
| --------- | ------------ | ----------- | ------------ |
| Ezüstérem | Márton Anita | Súlylökés   | augusztus 9. |
| Bronzérem | Baji Balázs  | 110 m gát   | augusztus 7. |

## Eredmények

### Férfi
| Versenyző       | Versenyszám     | Előfutam | Előfutam | Előfutam | Elődöntő | Elődöntő | Elődöntő | Döntő   | Döntő     |
| Versenyző       | Versenyszám     | Idő      | Hely.    | Össz.    | Idő      | Hely.    | Össz.    | Idő     | Helyezés  |
| --------------- | --------------- | -------- | -------- | -------- | -------- | -------- | -------- | ------- | --------- |
| Baji Balázs     | 110 m gát       | 13,35    | 2.       | 6.       | 13,23    | 1.       | 5.       | 13,28   | Bronzérem |
| Helebrandt Máté | 50 km gyaloglás |          |          |          |          |          |          | 3:43:56 | 6.        |

| Versenyző           | Versenyszám   | Selejtező | Selejtező | Döntő    | Döntő    |
| Versenyző           | Versenyszám   | Eredmény  | Helyezés  | Eredmény | Helyezés |
| ------------------- | ------------- | --------- | --------- | -------- | -------- |
| Pars Krisztián      | Kalapácsvetés | 74,08 m   | 14.       | kiesett  | kiesett  |
| Halász Bence        | Kalapácsvetés | 75,56 m   | 5.        | 74,45 m  | 11.      |
| Kővágó Zoltán       | Diszkoszvetés | 59,46 m   | 22.       | kiesett  | kiesett  |
| Rivasz-Tóth Norbert | Gerelyhajítás | 78,76 m   | 21.       | kiesett  | kiesett  |

### Női
| Versenyző         | Versenyszám     | Előfutam | Előfutam | Előfutam | Elődöntő | Elődöntő | Elődöntő | Döntő   | Döntő    |
| Versenyző         | Versenyszám     | Idő      | Hely.    | Össz.    | Idő      | Hely.    | Össz.    | Idő     | Helyezés |
| ----------------- | --------------- | -------- | -------- | -------- | -------- | -------- | -------- | ------- | -------- |
| Kerekes Gréta     | 100 m gát       | 13,15    | 6.       | 26.      | kiesett  | kiesett  | kiesett  | kiesett | kiesett  |
| Kozák Luca        | 100 m gát       | 13,17    | 5.       | 28.      | kiesett  | kiesett  | kiesett  | kiesett | kiesett  |
| Gyürkés Viktória  | 3000 m akadály  | 9:52,66  | 10.      | 27.      |          |          |          | kiesett | kiesett  |
| Kovács Barbara    | 20 km gyaloglás |          |          |          |          |          |          | 1:32:44 | 27.      |
| Madarász Viktória | 20 km gyaloglás |          |          |          |          |          |          | 1:30:05 | 12.      |
| Récsei Rita       | 20 km gyaloglás |          |          |          |          |          |          | 1:40:56 | 51.      |

| Versenyző    | Versenyszám   | Selejtező | Selejtező | Döntő    | Döntő     |
| Versenyző    | Versenyszám   | Eredmény  | Helyezés  | Eredmény | Helyezés  |
| ------------ | ------------- | --------- | --------- | -------- | --------- |
| Gyurátz Réka | Kalapácsvetés | 67,48 m   | 16.       | kiesett  | kiesett   |
| Márton Anita | Diszkoszvetés | 55,96 m   | 24.       | kiesett  | kiesett   |
| Márton Anita | Súlylökés     | 18,76 m   | 3.        | 19,49 m  | Ezüstérem |

| Versenyző      | Versenyszám | 100 m gát | 100 m gát | Magasugrás | Magasugrás | Súlylökés | Súlylökés | 200 m | 200 m | Távolugrás | Távolugrás | Gerelyhajítás | Gerelyhajítás | 800 m   | 800 m | Végeredmény | Végeredmény |
| Versenyző      | Versenyszám | Idő       | Pont      | Eredmény   | Pont       | Eredmény  | Pont      | Idő   | Pont  | Eredmény   | Pont       | Eredmény      | Pont          | Idő     | Pont  | Pont        | Helyezés    |
| -------------- | ----------- | --------- | --------- | ---------- | ---------- | --------- | --------- | ----- | ----- | ---------- | ---------- | ------------- | ------------- | ------- | ----- | ----------- | ----------- |
| Farkas Györgyi | Hétpróba    | 14,05     | 971       | 177 cm     | 941        | 13,75 m   | 777       | 25,38 | 852   | 5,94 m     | 831        | 44,95 m       | 763           | 2:13,44 | 915   | 6050        | 17.         |
| Krizsán Xénia  | Hétpróba    | 13,70     | 1021      | 177 cm     | 941        | 14,14 m   | 803       | 25,15 | 873   | 5,93 m     | 828        | 51,25 m       | 884           | 2:07,17 | 1006  | 6356        | 9.          |